# Stephen Hodge (cestista)
Stephen Hodge (Saint Croix, 7 settembre 1977) è un ex cestista americo-verginiano.

## Carriera
Con le Isole Vergini Americane ha disputato i Campionati americani del 2007.